# Клюка, Светлана Васильевна
Светла́на Васи́льевна Клюка́ (27 декабря 1978, Белогорск, Амурская область) — российская бегунья. В настоящее время проживает и тренируется в Хабаровске.
Легкой атлетикой увлеклась в начальной школе и приблизительно с того же времени регулярно тренировалась. Спортивный талант в Светлане первой разглядела учитель физкультуры Галина Шелег. Она привела её в ДЮСШ № 1 на отделение легкой атлетики. Первым тренером Светланы Клюки стала Раиса Литвинцева. Её наставниками были исключительно опытные спортсмены, которые сумели развить в легкоатлетке природный спортивный дар и в скором времени подготовить к разнообразным состязаниям.
Первоначально это были соревнования регионального уровня, однако со временем отменная спортсменка вышла и на международную спортивную арену. Выиграла серебряную медаль на дистанции 800 м на Чемпионате Европы по лёгкой атлетике 2006 в Гётеборге. На Чемпионате Мира 2007 финишировала на 7 месте. Ранее в спортивной карьере легкоатлетки было ещё несколько показательных достижений, включая Чемпионаты России, Чемпионаты Европы, Кубки Европы и прочие — чрезвычайно значимые — соревнования.
Участница летних Олимпийских игр 2008 года. В забеге на 800 метров спортсменка заняла четвёртое место.

## Выступления на чемпионатах Европы и мира, универсиадах, олимпиадах
| Год  | Соревнование     | Город              | Место  | Время   | Дисциплина |
| ---- | ---------------- | ------------------ | ------ | ------- | ---------- |
| 2005 | Универсиада      | Измир, Турция      | 1      | 2:00.80 | 800м       |
| 2006 | Чемпионат Европы | Гётеборг, Швеция   | 2      | 1:57.48 | 800м       |
| 2008 | Олимпийские игры | Пекин, Китай       | 4      | 1:56.94 | 800м       |
| 2009 | Чемпионат мира   | Берлин, Германия   | 9 (DQ) | 2:00.48 | 800м       |
| 2010 | Чемпионат Европы | Барселона, Испания | 8 (DQ) | 2:00.15 | 800м       |

DQ-дисквалифицирована, результат аннулирован.

## Дисквалификация
3 июля 2012 года стало известно, что Антидопинговая комиссия Всероссийской федерации лёгкой атлетики (ВФЛА) дисквалифицировала на два года Светлану Клюку на основании «анормальных показателей биологических паспортов». Все результаты достигнутые спортсменкой начиная с 15 августа 2009 года считаются недействительными, включая ЧМ 2009 и ЧЕ 2010.